# Politechnika (métro de Varsovie)
La station Politechnika (français: station Polytechnique) est une station de la ligne 1 du métro de Varsovie, située dans l'arrondissement de Śródmieście. Inaugurée le 7 avril 1995, la station dessert les rues Ludwika Waryńskiego (pl), Nowowiejska, Lecha Kaczyńskiego (pl) (ex avenue Armii Ludowej) et l'Arc-en-ciel.

## Description

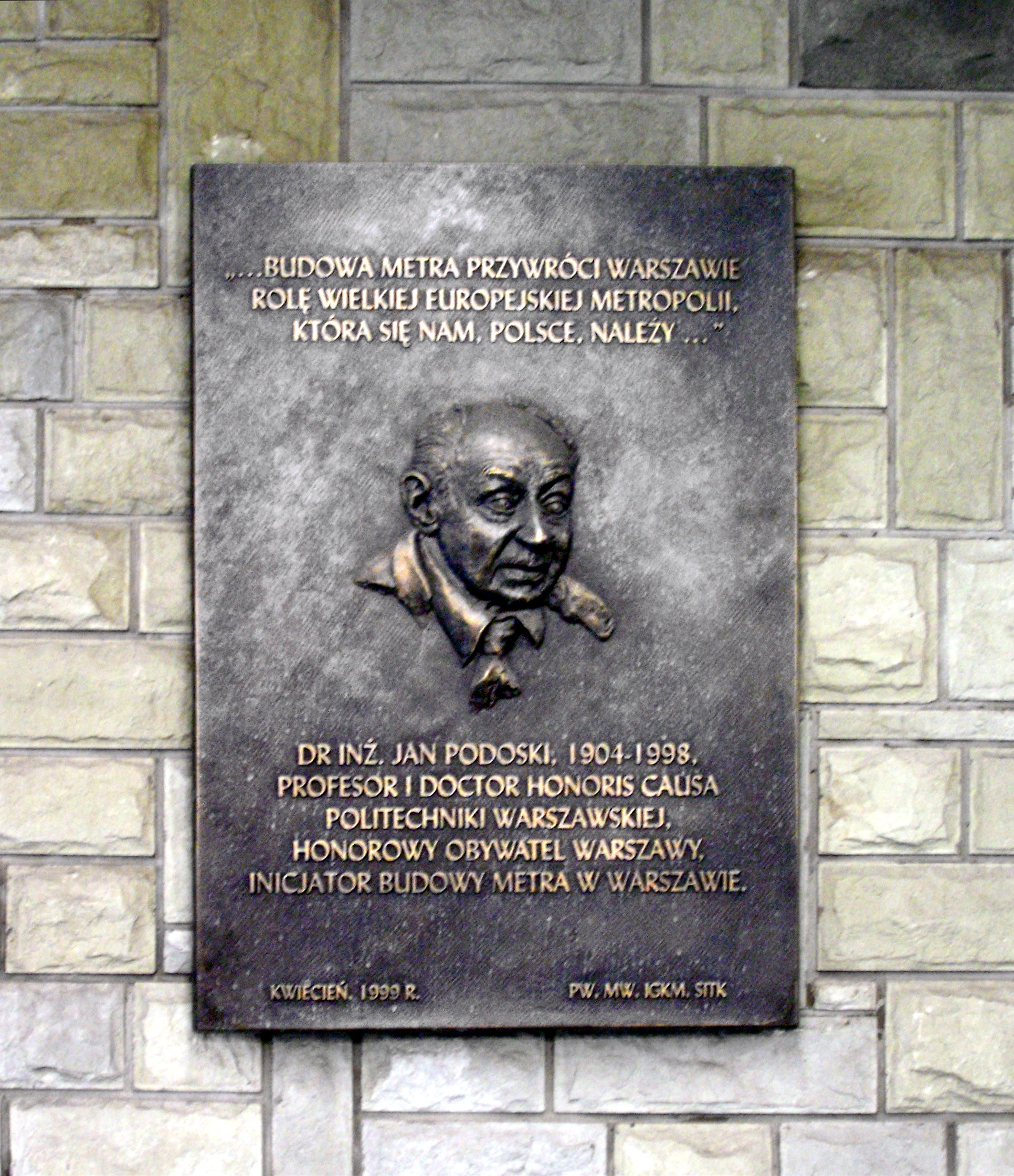
Plaque de Jan Podoski à la station Politechnika

La station de plain-pied est d'une largeur de 11 m pour 120 m de long. Elle est composée d'une seule nef avec un plafond plat. La couleur dominante de cette station est le gris. Des escaliers et des ascenseurs permettent d'accéder à la surface. La station dispose également de points de vente de tickets, de toilettes, de guichets automatiques bancaires et d'un défibrillateur.
Cette station est la 11e de la Ligne 1 du métro de Varsovie dans le sens sud-nord, suivie alors de la station Centrum, et est la 11e dans le sens nord-sud, suivie de la station Pole Mokotowskie.

## Histoire
Lors de sa création, du 7 avril 1995 au 26 mai 1998, cette station sert de terminus à la ligne 1 du métro de Varsovie qui ne comporte alors que 11 stations. Avec l'extension de la ligne, elle perd ce rôle et le service technique du métro est définitivement déplacé en décembre 2007.
Dans cette station se trouve une plaque en hommage à Jan Podoski, ingénieur en traction électrique, professeur à l'École polytechnique de Varsovie et concepteur du métro de Varsovie.

## Situation sur la ligne 1 du métro de Varsovie

Position de la station Pole Politechnika (11e en partant du sud) sur la ligne 1.